# Distillery District
 (février 2022).
Distillery District est un quartier historique du centre-ville de Toronto, au Canada, où se trouvait au XIXe siècle la distillerie Gooderham and Worts. Quartier piétonnier, il abrite de nombreuses bâtisses de briques rouges typiques du vieux Toronto, aujourd'hui occupées par des boutiques, restaurants et galeries d'art. Le quartier possède plus de 40 bâtiments et 10 rues classés au patrimoine historique du Canada.

## Historique[2]
Le Distillery District est un site historique national qui abritait autrefois la distillery Gooderham and Worts représentant la plus vaste et la mieux préservée des collections de l'architecture industrielle Victorienne d'Amérique du Nord. La distillerie Gooderham and Worts a joué un rôle important dans le développement économique de la ville et du pays. James Wort and William Gooderham, tous deux émigrés d'Angleterre, s'associent et montent une entreprise de meunerie en 1831. Alors que la récolte de grains augmente dans le nord du Canada, William Gooderham et le fils aîné Wort - le père s'étant suicidé à la suite de la mort en couches de sa femme - décident de créer la distillerie en 1837. L'entreprise se porte bien et en 1859 élargit ses bâtiments pour accueillir une production de farine, une glacière, une production laitière, des quais et des entrepôts. Jusqu'à la fin du XIXe siècle la distillerie est prospère non seulement au Canada mais également à l'étranger: elle exporte jusqu'à Rio de Janerio, Montevideo et d'autres ports de l'Amérique du Sud. À ce moment-là elle est la plus importante distillerie du monde. Mais la première guerre mondiale et la prohibition auront raison de sa santé économique. En 1923 la distillerie est rachetée et fusionne pour devenir Hiram Walker. Après 153 ans de production la distillerie originelle de Gooderham and Worts cesse toutes opérations. Durant les années 1990 le site deviendra la scène de plusieurs projets cinématographiques, plus de 1700 films ayant été tournés, faisant de cet endroit le deuxième site le plus important de tournage en dehors d'Hollywood. En 2001 le Cityscape Holding Inc. rachète la distillerie pour entreprendre un projet audacieux, celui de restaurer la distillerie et ses près de 40 bâtiments pour le transformer en quartier pédestre consacré à l'art, la culture, le commerce et le divertissement. En 2003 une nouvelle ère s'ouvre pour la distillerie devenant une des destinations très appréciées des torontois et des touristes visitant le Canada.
Durant le temps des fêtes, le Distillery District se transforme en marché de Noël où les rues se remplissent de petites cabanes de bois et de magnifiques décorations de Noël. Le dernier samedi avant Noël, il peut y avoir une file d'attente pouvant 
aller jusqu'à 3 heures!